# Ellis River (Androscoggin River)
Der Ellis River ist ein linker Nebenfluss des Androscoggin River im Oxford County im Südwesten des US-Bundesstaats Maine.
Der Ellis River bildet den Abfluss des Ellis Pond. Er fließt anfangs in überwiegend südwestlicher Richtung nach Andover. Die Maine State Route 120 verläuft entlang dem Flusslauf. In Andover mündet der West Branch Ellis River von rechts in den Fluss. Anschließend wendet sich der Ellis River nach Südsüdost und passiert South Andover. Nun folgt die Maine State Route 5 dem im Unterlauf stark mäandrierenden Fluss. Schließlich trifft der Ellis River auf den nach Osten fließenden Androscoggin River. Der Ellis River hat eine Länge von 37 km.

## Gedeckte Brücken
In South Andover überspannt die 1883 erbaute gedeckte Brücke Lovejoy Bridge den Ellis River.